# Kanton Colta
Der Kanton Colta befindet sich in der Provinz Chimborazo zentral in Ecuador. Er besitzt eine Fläche von 836,4 km². Im Jahr 2020 lag die Einwohnerzahl schätzungsweise bei 44.840. Verwaltungssitz des Kantons ist die Ortschaft Villa La Unión (oder Cajabamba) mit 2313 Einwohnern (Stand 2010). Der Kanton Colta wurde am 2. August 1884 eingerichtet.

## Lage
Der Kanton Colta liegt im Westen der Provinz Chimborazo. Das Gebiet liegt in den Anden. Die Westkordillere durchzieht den Kanton in Nord-Süd-Richtung. Der Río Chimbo begrenzt den Kanton im Westen. Im Osten befindet sich das Anden-Hochtal Ecuadors. Dort reicht der Kanton wenige Kilometer an die Provinzhauptstadt Riobamba heran. Die Fernstraßen E35 (Azogues–Riobamba) und E487 (El Triunfo–Villa La Unión) durchqueren den Kanton.
Der Kanton Colta grenzt im Nordosten und im Osten an den Kanton Riobamba, im Süden an die Kantone Guamote und Pallatanga sowie im Westen an die Provinz Bolívar mit den Kantonen Chillanes, San Miguel de Bolívar und Guaranda.

## Verwaltungsgliederung
Die beiden Parroquias urbanas („städtisches Kirchspiel“)
- Cajabamba
- Sicalpa

bilden gemeinsam das Municipio Villa La Unión.
Ferner gibt es folgende Parroquias rurales („ländliches Kirchspiel“) im Kanton Colta:
- Cañi
- Columbe
- Juan de Velasco (Pangor)
- Santiago de Quito